# Chèque
Le chèque est un moyen de paiement scriptural utilisant le circuit bancaire. Il est généralement utilisé pour faire transiter de la monnaie d'un compte bancaire à un autre. Tombé en désuétude dans la plupart des pays industrialisés, il reste encore souvent utilisé en France, au Royaume-Uni, aux États-Unis ainsi qu'au Canada.
Sous l'angle du droit, c'est un moyen par lequel le « tireur » (celui qui signe le chèque) donne l'ordre au tiré (une banque ou un autre organisme prévu par la loi) de payer sur présentation et sans délai (paiement à vue) un montant donné au bénéficiaire.

Chèque canadien.

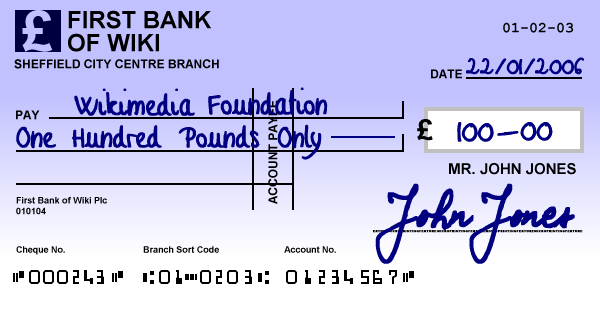
Chèque britannique

## Principe
Le principe consistant à rendre une écriture infalsifiable en dupliquant une information au départ unique et en permettant leur rapprochement en cas de contestation était matérialisé à Babylone par la cuisson d'une tablette d'argile portant cette information en double et qui était alors cassée en deux, chaque partie conservant une de ses moitiés pour le rapprochement. Ce procédé est mentionné dans l'ouvrage Banque et Banquiers, de Babylone à Wall Street d'Alfred Colling (1962).

## Origine du mot
Le mot chèque est une francisation du mot anglais cheque (écrit check en Anglais d'Amérique). Le sens primitif  est celui de « talon, souche (d'un bon de trésorerie) », sens issu de celui de « contrôle, vérification, arrêt, échec », le procédé des souches étant destiné à mettre un terme aux manœuvres illégales. Le mot check est lui-même emprunté à l'ancien français eschec (échec). Le sens moderne n'est apparu qu'en 1798.[réf. nécessaire]
Une étymologie faisant intervenir le mot arabe "sakk صَكّ " (peut-être lui-même d'origine persane) désignant un paiement signé, n'est nullement avérée. Dans l'empire des califes Abbassides de Bagdad (du VIIIe siècle au XIIIe siècle), pour réduire les risques liés aux transferts de fonds, les agents du fisc recourent au paiement signé (sakk), qui était une sorte de chèque.[réf. nécessaire]

## Provision
La provision est la somme déposée sur le compte bancaire du tireur et affectée au paiement du chèque. Émettre un chèque sans provision dans un but de fraude ou de tromperie est puni par la législation de la plupart des pays.[réf. nécessaire]

## Circuit d'encaissement
En général, le bénéficiaire remet le chèque à sa propre banque, pour crédit de son compte (opération de remise à l'encaissement). Cette banque (la banque présentatrice) se charge de le présenter à la banque tirée.[réf. nécessaire]
En pratique à l'intérieur d'un même pays, il existe un système de compensation des chèques entre les diverses banques. Il permet à chacune de remettre aux autres en bloc tous les chèques tirés sur celles-ci et à être créditée en contrepartie.[réf. nécessaire]

## Types de chèques
- Le chèque de banque
- Le chèque de voyage
- Le chèque certifié
- Le chèque visé
- Un spécimen de chèque
- Un « chèque en bois »
- La lettre-chèque
- Le chèque de retrait

## Règles et particularités par pays

### Canada
La durée de validité varie selon les lois du pays de l'émetteur. Elle est par exemple de 6 mois pour le Canada,,
Au Canada, il est possible d'émettre un chèque sans avoir la provision le jour de l'émission, à condition que ce soit un chèque postdaté et de prévoir d'avoir la provision nécessaire de la date mentionnée sur le chèque jusqu'à son encaissement. Un cas typique est l'émission de chèque postdaté pour le paiement du loyer. En cas de défaut de vigilance des banques et d'encaissement accidentel avant la date prévue, l'émetteur a le droit de se faire remettre la somme sur son compte jusqu'à la date inscrite.

### États-Unis
Aux États-Unis, le chèque en fond avec entente de compensation est un chèque tiré d'une banque en dehors des États-Unis sur un compte en devise américaine dont la banque émettrice a une entente de compensation avec une banque américaine. Ces chèques ont comme particularité de comporter un codage de routage américain et de ne pas entraîner de délais supplémentaires de traitement par rapport à un compte américain.

### France
Les banques doivent délivrer des chèques pré-barrés et non endossables. Le barrement oblige le bénéficiaire du chèque à ne l'encaisser que dans un établissement bancaire. Il reste néanmoins possible, sous certaines conditions, de demander à sa banque de délivrer des chèques non barrés. Il est possible de spécifier, entre les barres, le nom de la banque seule autorisée à se faire présenter le chèque, bien que cette pratique soit rare en dehors de la Banque de France.
Les chèques sont régis par la norme technique NF K11-111.
Une ligne CMC7 est réservée à l'impression de caractères magnétiques comportant trois séries de chiffres : 7 pour le n° du chèque, 12 pour les codes interbancaires et 12 pour le n° de compte.
La clé de vérification est constituée de 2 chiffres entre parenthèses près de l'emplacement de la signature et qui est calculée selon le même principe que la clé RIB/IBAN via un algorithme.
L'émetteur du chèque doit impérativement indiquer :
- le montant en toutes lettres du chèque : en cas de différence entre le montant en chiffres et le montant en lettres, c'est le montant en lettres qui prévaut[9] ;
- la date (le lieu peut ne pas être indiqué[10]) ;
- la signature.

## Statistiques
| Pays               | Chèques en % du nombre de paiements | Chèques en % du nombre de paiements | Chèques en % du nombre de paiements | Chèques en % du nombre de paiements | Chèques en % du nombre de paiements | Chèques émis par habitant et par an | Chèques émis par habitant et par an | Chèques émis par habitant et par an | Chèques émis par habitant et par an |
| Pays               | 2002                                | 2003                                | 2004                                | 2005                                | 2006                                | 2002                                | 2006                                | 2010                                | 2011                                |
| ------------------ | ----------------------------------- | ----------------------------------- | ----------------------------------- | ----------------------------------- | ----------------------------------- | ----------------------------------- | ----------------------------------- | ----------------------------------- | ----------------------------------- |
| Belgique           | 1,70                                | 1,42                                | 1,07                                | 0,83                                | 0,68                                | 2,80                                | 1,27                                | -                                   | 0,6                                 |
| République tchèque | 0,04                                | 0,05                                | 0,05                                | —                                   | —                                   | 0,03                                | 0,04                                | -                                   | 0,1                                 |
| Danemark           | 4,48                                | 3,66                                | 2,76                                | 2,31                                | 1,58                                | 7,74                                | 3,57                                | -                                   | 1,0                                 |
| Allemagne          | 1,23                                | 0,98                                | 0,76                                | 0,68                                | 0,63                                | 1,81                                | 1,32                                | -                                   | 0,5                                 |
| Estonie            | 0,03                                | 0,03                                | 0,02                                | 0,01                                | 0,01                                | 0,01                                | 0,01                                | -                                   | 0,0                                 |
| Grèce              | 0,06                                | 24,23                               | 22,64                               | 20,21                               | 19,02                               | 1,55                                | 2,50                                | -                                   | 1,7                                 |
| Espagne            | 5,98                                | 5,28                                | 4,73                                | 4,22                                | 3,49                                | 4,07                                | 3,73                                | 2,50                                | 2,0                                 |
| France             | 32,59                               | 31,12                               | 29,38                               | 27,53                               | 25,62                               | 70,59                               | 60,56                               | 48                                  | 45,6                                |
| Irlande            | 26,35                               | 25,05                               | 23,19                               | 23,35                               | 20,59                               | 19,07                               | 29,30                               | -                                   | 18,8                                |
| Italie             | 17,20                               | 15,64                               | 14,23                               | 13,24                               | 12,58                               | 9,42                                | 7,74                                | 5                                   | 5                                   |
| Chypre             | 51,15                               | 47,65                               | 42,79                               | 39,69                               | 37,02                               | 33,49                               | 33,45                               | -                                   | 23,3                                |
| Lettonie           | 0,08                                | 0,06                                | 0,05                                | 0,03                                | 0,02                                | 0,03                                | 0,01                                | -                                   | 0,0                                 |
| Lituanie           | 0,04                                | 0,02                                | 0,01                                | 0,00                                | 0,20                                | 0,01                                | 0,09                                | -                                   | 0,1                                 |
| Luxembourg         | 0,75                                | 0,52                                | 0,31                                | 0,21                                | 0,34                                | 0,85                                | 0,76                                | -                                   | 0,4                                 |
| Hongrie            | 0,00                                | 0,00                                | 0,00                                | 0,00                                | 0,00                                | 0,00                                | 0,00                                | -                                   | 0,0                                 |
| Malte              | 65,30                               | 65,29                               | 61,46                               | 55,70                               | 52,80                               | 27,71                               | 30,19                               | -                                   | 23,3                                |
| Pays-Bas           | 0,00                                | —                                   | —                                   | —                                   | —                                   | 0,00                                | 0,00                                | —                                   | 0,00                                |
| Autriche           | 0,66                                | 0,38                                | 0,33                                | 0,32                                | 0,31                                | 0,83                                | 0,72                                | -                                   | 0,2                                 |
| Pologne            | 0,36                                | 0,21                                | 0,04                                | 0,00                                | 0,00                                | 0,00                                | 0,00                                | -                                   | 0,0                                 |
| Portugal           | 24,07                               | 20,97                               | 20,06                               | 17,17                               | 14,96                               | 24,96                               | 17,54                               | -                                   | 10,0                                |
| Slovénie           | —                                   | —                                   | 0,61                                | 0,46                                | 0,29                                | 2,27                                | 0,46                                | -                                   | 0,1                                 |
| Slovaquie          | —                                   | 0,05                                | 0,04                                | 0,06                                | 0,04                                | 0,02                                | 0,02                                | -                                   | 0,0                                 |
| Finlande           | 0,08                                | 0,07                                | 0,05                                | 0,05                                | 0,04                                | 0,13                                | 0,11                                | -                                   | 0,1                                 |
| Suède              | 0,17                                | 0,08                                | 0,06                                | 0,06                                | 0,05                                | 0,22                                | 0,11                                | -                                   | 0,0                                 |
| Royaume-Uni        | 20,65                               | 18,30                               | 15,85                               | 13,87                               | 12,33                               | 40,34                               | 29,37                               | 18                                  | 15,50                               |
| Zone Euro          | 13,95                               | 12,54                               | 11,33                               | 10,29                               | 9,41                                | 18,16                               | 15,59                               | -                                   | 11,0                                |
| Total UE           | 14,94                               | 13,32                               | 11,40                               | 10,28                               | 9,24                                | 21,04                               | 14,54                               | 10                                  | 9                                   |